# Sułkowice (gmina)
Sułkowice est une gmina mixte du powiat de Myślenice, Petite-Pologne, dans le sud de Pologne. Son siège est la ville de Sułkowice, qui se situe environ 10 km à l'ouest de Myślenice et 27 km au sud de la capitale régionale Cracovie.
La gmina couvre une superficie de 60,53 km2 pour une population de 13 784 habitants.

## Géographie
Outre la ville de Sułkowice, la gmina inclut les villages de Biertowice, Harbutowice, Krzywaczka et Rudnik.
La gmina borde les gminy de Budzów, Lanckorona, Myślenice, Pcim et Skawina.